# 陳啟淳
陳啟淳（英語：Chan Kai-shun，1991年—），前香港黃大仙區議會新蒲崗選區議員。他畢業於香港科技大學，曾任職銀行程序分析員及業務分析師。
2019年11月24日，陳啟淳首次參與區議會換屆選舉，在新蒲崗以4,372票，擊敗得3,468票的雷啟蓮，成功當選
2021年7月8日，陳在社交網站宣佈辭任區議員，即日生效。

## 外部連結
- 新蒲崗互助網絡 - 陳啟淳Facebook專頁